# Baryxylum dubium
Baryxylum dubium là một loài thực vật có hoa trong họ Đậu. Loài này được (Spreng.) Pierre mô tả khoa học đầu tiên năm 1899.